# Krasnoje (stacja kolejowa)
Krasnoje (ros. Красное) – stacja kolejowa w miejscowości Krasnoje, w rejonie krasninskim, w obwodzie smoleńskim, w Rosji. Leży na linii Moskwa - Mińsk - Brześć. Jest to rosyjska stacja graniczna na granicy z Białorusią.
Stacja powstała w XIX w. na drodze żelaznej moskiewsko-brzeskiej pomiędzy stacjami Gusino a Asinauka.

## Bibliografia

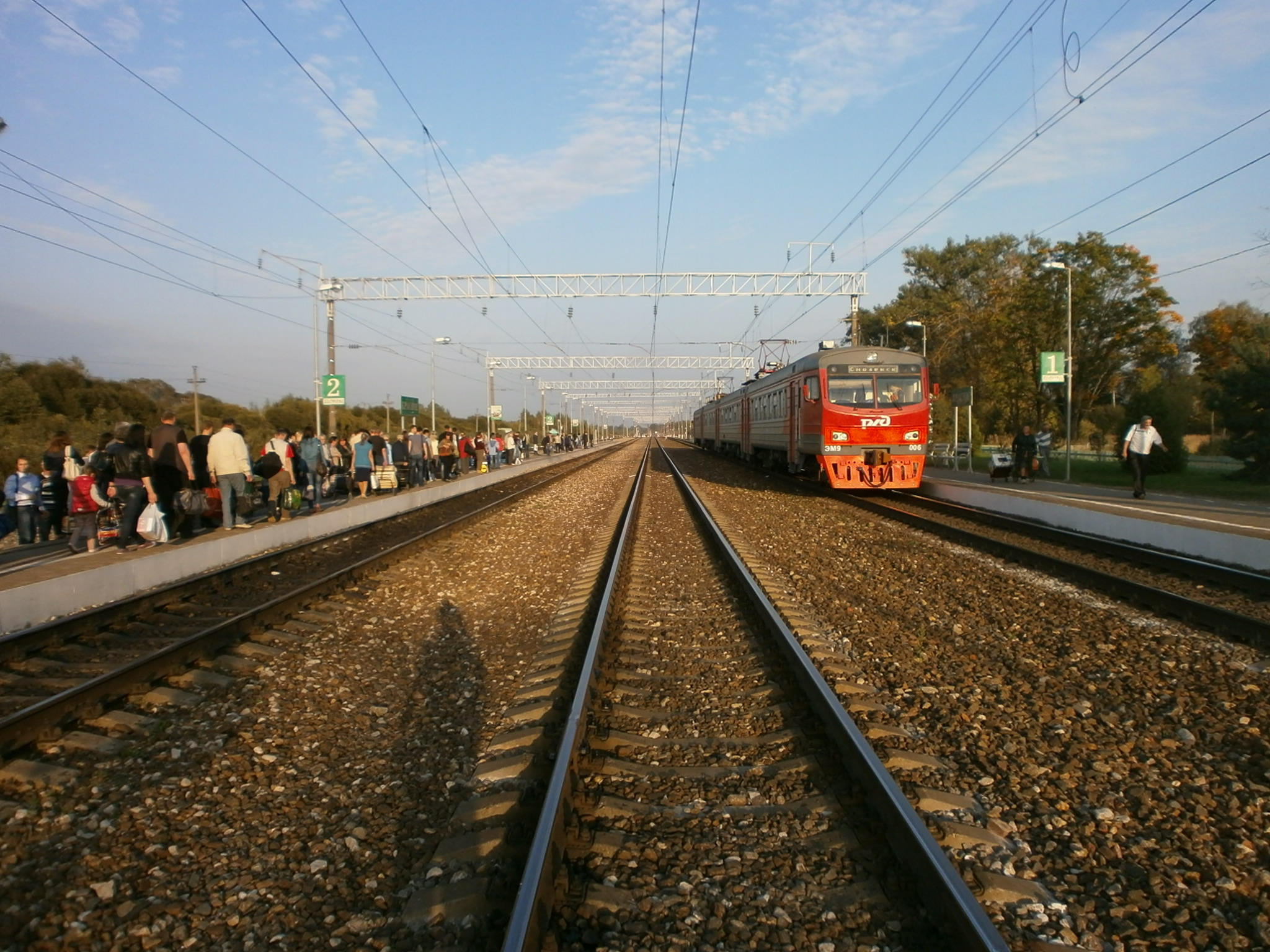
Perony stacji